# Mister Moonlight
Pour les articles homonymes, voir Mr. Moonlight (homonymie).
Mister Moonlight est un groupe de pop-rock français, originaire de Rouen (Normandie), apparu en 1986.

## Biographie
Mister Moonlight se forme en 1986 à Rouen, avec trois ex-membres du groupe local Alan Woody : José Butez (chant, guitare), Yves Durieu (batterie) et Laurent Pardo (basse), plus Patrick Protais (jusqu'en 88). Influencés notamment par les Kinks et R.E.M., ils jouent leurs propres compositions et des reprises pop-rock en anglais.
En 1987, ils passent en première partie de The Fleshtones à l'Exo 7, temple du rock à Rouen où se sont produits nombre de groupes mythiques anglo-saxons. Ils partent ensuite en tournée dans toute la France. Leur rencontre avec Kid Pharaon les amènera à signer avec le label Fumanchu.
Le groupe enregistre en 1988 un single (Put it in your pocket) et un mini-LP (Precious Time) produit par Kid Pharaon. L'accueil des médias spécialisés est enthousiaste, avec des critiques élogieuses dans Libération, Les Inrocks, Télérama, Best... tandis que Bernard Lenoir les programme dans son émission sur France Inter. Conséquence de ces louanges, ils participent aux principaux festivals français, dont le Printemps de Bourges et Blaye. Les tournées dans l'hexagone s'enchainent. Ils ouvrent pour Noir Désir, The Inmates, Mano Negra, Kat Onoma, The Troggs...[source secondaire souhaitée]
En 1989, Mister Moonlight enregistre un nouvel album (Lullaby,) et un mini-LP (Ashes), avec Fred Vermont et Stéphane Aubry (basse), actuellement membre du trio Les Frères Jacquard. Vient une pause, pendant laquelle José Butez se produit en solo, pendant que Laurent et Yves accompagnent Kid Pharaon et GuldeBoa. Le bassiste fait partie également du Normandy All-Stars, d'Elliott Murphy.
Le groupe se reforme en 1994 sous la forme du trio originel pour un show au Rock'n'roll Circus, d'où sortira, avec la collaboration de Dominique Lafontaine, l'album Live June 16th. Après une série de concerts, en version acoustique ou en compagnie du violoniste Manuel Decocq, c'est le Collectif Moonlight, en 2003, spectacle conçu autour de la Factory d'Andy Warhol et du Velvet Underground[source secondaire souhaitée].
En novembre 2016 survient le décès de Laurent Pardo,. José et Yves lui rendent alors hommage sur scène, en compagnie d'amis musiciens.
L'année 2019 voit la reformation de Mister Moonlight avec, outre José et Yves, Laurent Demaretz à la guitare et Philippe Rivallan à la basse. S'ensuit l'album The Basement Tapes,, composé de titres live de 2008 et de nouvelles chansons. Le retour sur scène a lieu au 106 de Rouen le 20/09.
Le 4 mars 2023, les Mister Moonlight au grand complet fêtent sur scène les 50 ans de musique de José Butez, accompagnés par la comédienne-chanteuse Sidonie Dève,avec laquelle il forme en tournée depuis 2020 le duo Darlin’.

## Discographie
- Precious Time 1988
- Lullaby  1990
- Live June 16th 1994
- The basement tapes 2019[24]